# Dyander Pacho
Dyander Pacho (* 8. Februar 2000) ist ein ecuadorianischer Leichtathlet, der sich auf den Stabhochsprung spezialisiert hat.

## Sportliche Laufbahn
Erste internationale Erfahrungen sammelte Dyander Pacho im Jahr 2018, als er bei den Ibero-Amerikanischen Meisterschaften in Trujillo ohne eine gültige Höhe blieb. Anschließend gewann er bei den U23-Südamerikameisterschaften in Cuenca mit übersprungenen 5,10 m die Bronzemedaille hinter dem Brasilianer Bruno Spinelli und Pablo Chaverra aus Kolumbien. Im Jahr darauf gewann er bei den U20-Südamerikameisterschaften in Cali mit 4,90 m die Silbermedaille und anschließend belegte er bei den U20-Panamerikanischen Meisterschaften in San José mit 5,10 m den vierten Platz, ehe er bei den Panamerikanischen Spielen in Lima mit einer Höhe von 5,31 m Rang sieben belegte. Zudem wurde er bei den Südamerikameisterschaften ebendort mit 5,01 m Fünfer. 2021 gewann er dann mit 5,30 m die Silbermedaille bei den Südamerikameisterschaften in Guayaquil die Silbermedaille hinter dem Argentinier Germán Chiaraviglio und siegte dann im Oktober bei den U23-Südamerikameisterschaften ebendort mit übersprungenen 5,20 m. Auch bei den erstmals ausgetragenen Panamerikanischen Juniorenspielen in Cali siegte er mit einer Höhe von 5,20 m. Im Jahr darauf belegte er bei den Ibero-Amerikanischen Meisterschaften in La Nucia mit 5,00 m den sechsten Platz und anschließend siegte er mit Bestleistung von 5,40 m bei den Juegos Bolivarianos in Valledupar. Ende September gewann er bei den U23-Südamerikameisterschaften in Cascavel mit 5,10 m erneut die Goldmedaille und sicherte sich dann bei den Südamerikaspielen in Asunción mit 5,35 m die Silbermedaille hinter dem Argentinier Chiaraviglio.
2023 gewann er bei den Südamerikameisterschaften in São Paulo mit 5,40 m die Silbermedaille hinter dem Argentinier Germán Chiaraviglio und brachte dann im November bei den Panamerikanischen Spielen in Santiago de Chile keine gültige Höhe zustande. Im Jahr darauf belegte er bei den Ibero-Amerikanischen Meisterschaften in Cuiabá mit 5,20 m den vierten Platz und anschließend steigerte er im Juni in Quito den Landesrekord auf 5,57 m. 2025 brachte er bei den Südamerikameisterschaften in Mar del Plata erneut keine Höhe zustande.
In den Jahren 2021, 2023 und 2024 wurde Pacho ecuadorianischer Meister im Stabhochsprung.